# 名立機雷爆発事件
名立機雷爆発事件（なだちきらいばくはつじけん）は、1949年、新潟県西頸城郡名立町（現上越市名立区）に漂着した機雷の爆発によって、多くの小中学生を含む63人が死亡した事件である。

## 経過
太平洋戦争終結から4年後の1949年（昭和24年）3月30日、名立町小泊（こどまり）の海岸に国籍不明の機雷が漂着した。この日は、風もなく海は穏やかで、大人たちは漁と畑仕事に出かけ、代わりに集落では春休み最中の元気に遊ぶ子供たちの姿が見られた。
ドラム缶のような形状の赤黒い機雷は、岸から300メートルほどの位置に浮遊しているところを午後4時頃に出港した漁師に目撃されていたが、機雷とは認識されぬまま、しばらく漂流を続けた。波打ち際から7メートルのところにある「二つ岩」と呼ばれる岩場に迫ったところで、物体に付属する取っ手や突起物などから機雷ではないかと恐れた住民が、西頸城地区署（現糸魚川警察署）名立駐在所の巡査に通報した。駆けつけた巡査は、元海軍軍人であった自らの知識から、突起に触れると起爆する触角機雷であると判断。町の東側境界にあたる鳥ケ首岬まで運び出すことを考え、同行してきた消防団長に消防団の救援を要請、近くにいた女性に機雷を船に引かせるための縄の手配を依頼した。巡査は、岩場の間際で波にかすかに動くだけとなった機雷に近づくため、ズボンの裾をまくり海中に歩みだしたが、そのとき機雷が大岩に接触。次の瞬間、爆発した。
この爆発により、巡査や見物人ら63人が死亡した。不幸にも、騒ぎを聞きつけた子供たちが巡査の到着とともに集まりだし、避難誘導をするための時間も人手もないまま爆発を迎えたことが人的被害を増やした。死者のうち59人が未成年者だった。損壊家屋は103棟で、うち44棟が大破した（家屋300戸が全半壊、破損家屋73戸と記述する文献あり）。被害は広範囲に及び、機雷の破片は300メートル離れた宗龍寺わきの畑にまで飛んだものが確認されている。

## 惨状

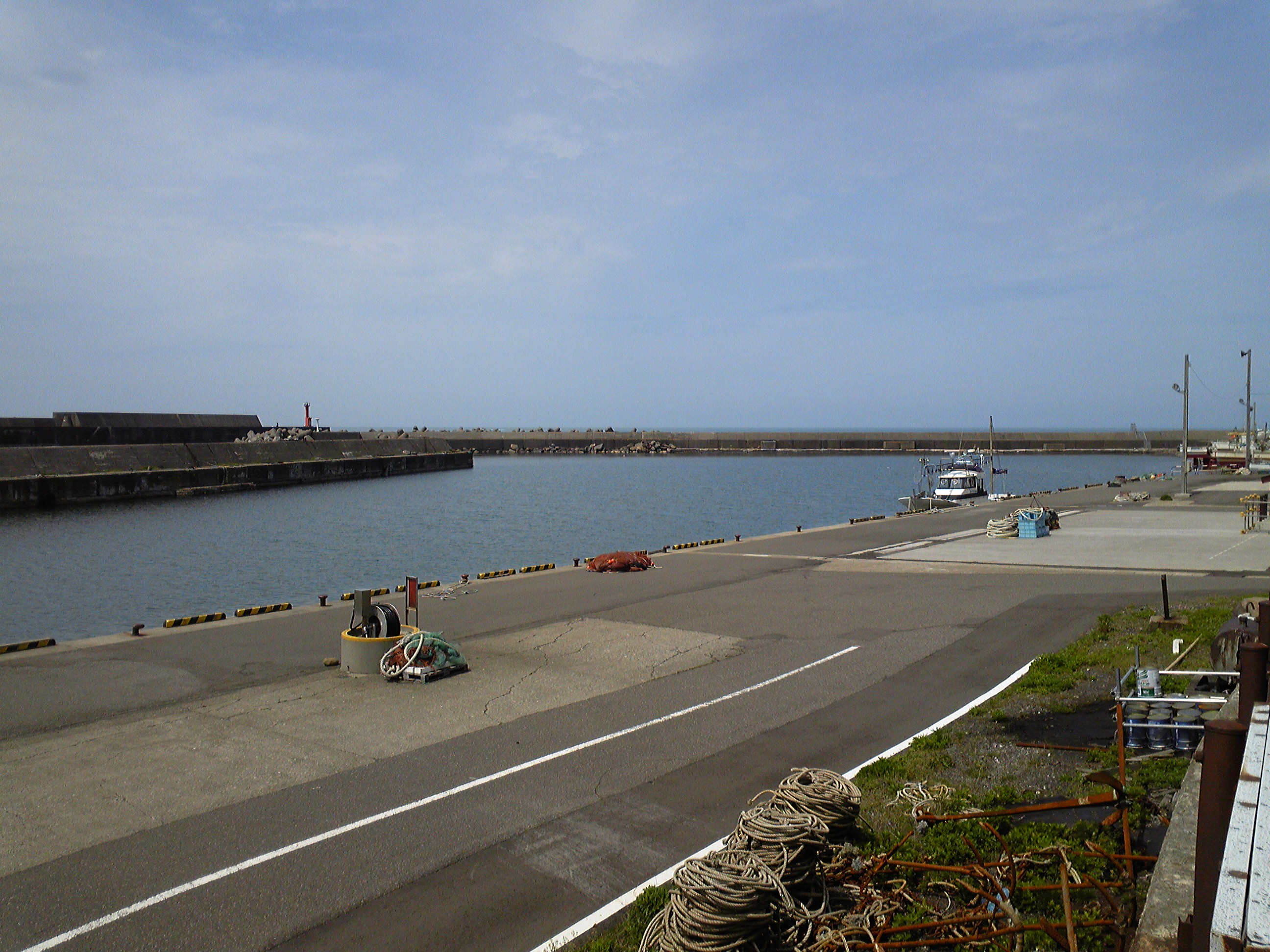
近代的な漁港として整備された現在の海岸

巡査より縄を持ってくるように頼まれた女性は、海岸のすぐ目の前、20メートル先にある自宅に戻った。振り返ると巡査は、機雷の方向をじっと見ていたが、少しして上着を脱ぎ、左そして右のズボンの裾をまくった。女性は裏口から家に入ると、目の前の肥だめの口が開いていることに気付き、1枚目の敷板を置き、もう1枚に手をかけようとしたところで、ドカンと大きな音とともに裏のひさしが落ちて、その下敷きになった。
ようやく這い出して家の中を見るとあらゆる壁が吹き抜け、その先の表通りでは近所の女性が手でおぶっていた子供が向こうへ転げ落ちていた。反対の海のほうを見ると裏の風よけの板も一切なくなっていて、黒山のようにいるはずの子供たちは何処へ行ったのか、ただ海が広々と見えているだけであった。少し石垣のほうへ出てみると、そこには多くの子供たちが血まみれになって倒れ、手や足が飛び散っていた。もうみんな死んでしまったと思ったが、2人の子供がやんわり起きだして「たすけてーたすけてー」と叫び始めた。女性は、見物していた2人の息子たちが気になり捜し始めたが、自分の子かどうかは、もはや着物で見分けるしかなかった。探し回ると近くで男の子が「助けてー」と呼んだのでそちらを見るが、一目で助からないと分かり「おやー」と言葉にならない声を発してただ見守るだけであった。しばらくして11歳の息子を見つけた。近づいて抱きかかえてみたが、頭部の半分が失われていた。あまりの出来事に涙を流すことも出来ぬまま、もう一人の子を探した。石垣の下に降りると、その14歳の子は立ったまま石垣に磔になっていた。無傷で目は半分開いたまま、まだ温かかったので、女性は長い間、体をさすり続けたが、やはり生き返ることはなかった。
翌31日、海岸で合同火葬が行われた。親族によって次々と運ばれてきた棺は、並べ敷いた薪の上に置かれ、その上をワラで覆った。棺の前にはローソクが付けられ、線香の煙が立ち上った。時が来るとワラの上から重油が注がれ、火が付けられた。ぼう然とする親族の前でメラメラと燃えながら棺を包む炎は、夜まで絶えることはなかった。

## 原因機雷の来歴
機雷が爆発により消失したことや、警戒に当たった巡査が殉職したこともあり、事故の原因となった機雷の素性は特定できなかった。
太平洋戦争末期、新潟を含む日本各地には、アメリカ軍の「飢餓作戦」と呼ばれる機雷封鎖によりドラム缶型のMk25/36機雷多数が空中投下されており、アメリカ軍の機雷と推定する見方が多い。他方、日本海軍が防御用に敷設したまま掃海不能となっていた大深度係維式機雷が、老朽化のため係留ケーブルが切断して浮上流出するようになっており、本件の機雷もその一つとする見方がある。さらに、1949年には、ソビエト連邦製の係維式機雷が同様に浮遊することが増え、旧日本海軍のものよりも多くなりつつあった。
作業用の縄を取りに行って難を逃れた女性が後日残した回想文には『色は赤黒く、形はドラム缶に似て、両端には「持つところ」がつき、中ほどには、時計のメーターのようなものが突き出ていて、メーターの針がゆれているのが見られた』とある。漂着の少し前に洋上で目撃した漁師の証言では『直径1メートルくらいの硫酸がめのような卵形。4箇所に持つところがあり黒光りしていた』という。

## 後世への伝承
多くの子供たちが巻き込まれた事件の悲惨さと平和の尊さを次世代へ伝えるための取り組みとして、地元の小学校では、語り部を招いた学習会が定期的に行われている。また、2010年、地元有志が被害者や遺族の証言を約2時間の映像にまとめたDVDを製作。2011年には、事件の日に合わせて、地元の演劇サークル「いろり座」によって、事件を題材とした演劇「明日への伝言」が上演された。

## 年表
- 1949年（昭和24年）3月30日 17時23分 - 機雷爆発。
  - 3月31日 - 名立町海岸にて犠牲者の合同火葬が行われる。
  - 4月4日 - 名立大町の名立寺で合同葬儀が行われる。
  - 8月15日 - 名立小泊の無縁塚に建立した慰霊塔の入仏式が行われる。
  - 11月6日 - 慰霊塔近くに建石した「平和をまもる」碑の除幕式を挙行。
- 1950年（昭和25年） - 「二つ岩」の上に「機雷爆発の地」石碑を設置。
- 1961年（昭和36年） - 漁港改修工事のため「機雷爆発の地」石碑を新国道わきに移設。
- 1962年（昭和37年） - 地蔵尊の建立。
- 2010年（平成22年）3月 - 国道拡張に伴い、地蔵堂を漁港敷地内へ移設。
- 2010年（平成22年）12月 - 「ふるさと名立のくらしと文化伝統を語り継ぐ会」が証言を記録したDVDを制作。
- 2011年（平成23年）3月30日 - 「いろり座」が演劇「明日への伝言」を上演。
- 2014年（平成26年）3月30日 - 毎年3月の最終日曜日を「名立・平和を願う日」とし、1回目の式典を開催[14]。